# Marie-Aimée Warrot
Marie-Aimée Warrot est une pianiste française, puis canadienne, née le 18 février 1915 à Brunoy, près de Paris, et morte le 14 septembre 1971 en Suisse à Neuchâtel.

## Biographie
À sept ans elle donne son premier récital de piano. Dès ses neuf ans, elle fréquente le Conservatoire national de musique de Paris, jusqu'à ses quinze ans, où elle remporte le premier prix de piano. Elle sera l’élève de Robert Casadesus et Alfred Cortot, et étudiera également à Vienne, en Autriche, avec le grand pianiste Emil von Sauer, qui avait été l'élève de Franz Liszt et de Nicolas Rubinstein.
Sa tournée musicale en Europe est interrompue par la Seconde Guerre mondiale. Elle reprend en 1944, englobant l'Amérique du Nord en 1955, date à laquelle elle part habiter au Canada. Elle vivra à Vancouver, puis à Halifax et sera naturalisée canadienne en 1960.
Elle donne, à la télévision et à la radio, des récitals, et se produit avec plusieurs des grands orchestres européens et d’Amérique du nord. En 1967, elle créa le Concerto de Jean Coulthard. En 1969, avec son mari, le professeur Claude Treil de l'Université Bishop, Marie Aimée Warrot part s'installer dans les Cantons-de-l'Est. Elle a enregistrée deux disques, le premier en 1970 et le deuxième en 1971, qui rencontrent un grand succès. En mars 1971, au Théâtre Centennial de l'Université Bishop, elle donne un dernier récital. Elle décède le 14 septembre 1971 en Suisse, à Neuchâtel.

## Discographie
- 1970 : Liszt: Six Transcendental Etudes and Polonaise In E Major - Dvorak: Waltz,Op 54	- Schumann: Toccata, Op 7 - Smetana: By The Seashore. https://www.youtube.com/watch?v=ancV2-DH4S4&list=OLAK5uy_lllB4SILZ-Zb6Y2kMzfEeUk-UtV7lBK0E
- 1971 : Marie-Aimée Varro In Concert. https://www.youtube.com/watch?v=tGCWpF4BxXU&list=OLAK5uy_m99RL5rw6Yy4ZnQzVEUGbkSY61Ylmhmmo